# Asesino
Gli Asesino sono un gruppo death metal/grindcore statunitense, nato come progetto parallelo del chitarrista dei Brujeria e dei Fear Factory, Dino Cazares, composto da membri degli stessi Brujeria e degli Static-X.

## Storia
Musicalmente lo stile è simile a quello dei Brujeria, ovvero un death metal/grindcore macabro e veloce. Non è raro vedere gli Asesino suonare cover di pezzi degli Slayer come Angel of Death o Raining Blood.
Come per i Brujeria i testi sono interamente in spagnolo e trattano argomenti come la morte, la violenza, il sesso, il satanismo, la perversione, il narcotraffico, la politica e il razzismo. Dino Cazares descrive gli Asesino come i the new Brujeria.

## Formazione
- Asesino (Dino Cazares) - chitarra
- Maldito X (Tony Campos) - basso, voce
- El Sadistico (Emilio Marquez) - batteria

## Discografia
- 2002 - Corridos de muerte
- 2006 - Cristo satánico